# Combat d'Huara
Guerre civile chilienne de 1891
Batailles
- Zapiga
- Alto Hospicio
- Punitaqui
- Pisagua
- Dolores
- Huara
- Pozo Almonte
- Calderilla (naval)
- Concón
- Placilla

Le combat d'Huara est livré le 17 février 1891 pendant la guerre civile chilienne de 1891, lors de la campagne du nord.

## Déroulement
À la suite de leur défaite subie deux jours plus tôt à Dolores, les troupes gouvernementales du colonel Robles se replient sur Santa Rosa, où elles reçoivent des renforts. Robles décide de se retrancher à Huara afin de barrer la route d'Iquique aux rebelles. Ceux-ci, sous les ordres du colonel Estanislao Del Canto, embarquent à bord d'un train blindé armé de mitrailleuses et le 17 vers 15 h 30, ils arrivent devant les positions gouvernementales. Une partie de leurs forces attaque de face tandis qu'une autre tente d'envelopper leurs adversaires par une manœuvre sur leur flanc ouest. L'attaque frontale est repoussée avec pertes par l'artillerie gouvernementale, la déroute des congressistes étant aggravée par la désertion d'une de leur compagnie qui passe à l'ennemi. Le succès permet alors au colonel Robles de prélever des effectifs parmi les défenseurs pour soutenir les soldats gouvernementaux qui affrontent l'attaque de flanc, laquelle est également rejetée.
Del Canto ordonne alors la retraite qui s'effectue en bon ordre sous la protection des mitrailleuses du train blindé. Celles-ci empêchent les gouvernementaux de poursuivre les vaincus et d'exploiter leur victoire.

## Sources
- Salvatore Bizzarro, Historical Dictionary of Chile, The Scaregrow Press, Inc. Metuchen, New-Jersey, 1972,  (ISBN 0-8108-0497-2)
- Robert L. Scheina, Latin's America's Wars, the age of the Caudillo, 1791-1899, Brassey's Inc., Dulles, Virginie, 2003,  (ISBN 1-57488-450-6)
- Agustin Toro Dávila, Sintesis historico militar de Chile, Editorial universitaria, Santiago, Chili, 1976,  (ISBN 8483402564) (OCLC 21338219)